# Nokia Nseries
Nokia Nseries è una gamma di smartphone e tablet progettati per l'intrattenimento multimediale. Un medesimo dispositivo mobile Nseries supporta la riproduzione di media come lettore musicale, registrazione video, fotografia, giochi mobili o N-Gage e diversi servizi Internet. Ogni dispositivo Nseries supporta almeno un trasferimento senza fili ad alta velocità tra UMTS (3G), HSDPA o WLAN.

## Storia
Il 27 aprile 2005, Nokia annunciò una nuova gamma di dispositivi multimediali, alla conferenza dei produttori di telefoni cellulari ad Amsterdam. Il primo dei tre dispositivi allora presentati fu il Nokia N70, seguito dal Nokia N90 e Nokia N91. Il 2 novembre 2005, Nokia annunciò il Nokia N71, Nokia N80 e Nokia N92, e il 25 aprile 2006 annunciò il Nokia N73, Nokia N72 e Nokia N93, successivamente il 26 settembre 2006, Nokia annunciò il Nokia N75 e il Nokia N95. Il 29 agosto 2007 Nokia annunciò l'N95 8GB, N81, N81 8GB e il 14 novembre 2007 l'N82. Infine al 2008 GSMA tenutosi a Barcellona, sono stati svelati il Nokia N96 e Nokia N78. Il 16 febbraio 2009 al Mobile World Congress ha presentato il Nokia N86 e il Nokia N97. Nel 2010 sono stati annunciati il tablet Nokia N900 e il Nokia N8.

## Funzioni
Lo scopo dei Nokia Nseries era quello di implementare nello stesso dispositivo mobile la maggior parte delle funzioni multimediali che negli anni seguenti sarebbero divenute uno standard per i nuovi dispositivi, ma all'epoca rappresentavano una novità assoluta. Le fotocamere di questi dispositivi sono soltanto un piccolo esempio della potenza di questi dispositivi nella riproduzione video, musicale e di fotografie, che rappresentano versatilità e polifunzionalità.
Recentemente nei dispositivi presenti sul mercato sono state aggiunte funzionalità e compatibilità con funzioni di navigatore GPS, MP3 player e Wireless LAN.

## Sistema operativo
Il primo dispositivo Nseries, il Nokia N90, utilizzava la vecchia versione Symbian 8.1 OS, come il Nokia N70. Successivamente i dispositivi prodotti dalla Nokia useranno il Symbian 9.x OS e per tutti quelli seguenti, salvo il Nokia N72 che era basato sul vecchio N70. Nuovi dispositivi Nseries incorporano nuovi Feature Packs.
I Nokia N800, N810 e N900 sono gli unici dispositivi Nseries che non fanno uso del sistema operativo Symbian. Questi ultimi usano il sistema operativo Linux con l'open source Maemo.
Il primo e unico dispositivo della serie ad essere equipaggiato con Symbian^3 è il Nokia N8.

## Dispositivi
| Modello                 | Display                                         | Anno di lancio | Tecnologia                          | Frequenze operative                                                                      | Generazione | Forma       | Fotocamera                          |
| ----------------------- | ----------------------------------------------- | -------------- | ----------------------------------- | ---------------------------------------------------------------------------------------- | ----------- | ----------- | ----------------------------------- |
| Nokia N70               | 176x208, 256.000 colori                         | 2005           | GSM/UMTS                            | GSM 900/1800/1900 e WCDMA 2100 MHz                                                       | BB5.0       | Monoblocco  | 2 MP                                |
| Nokia N70 Music Edition | 176x208, 256.000 colori                         | 2006           | GSM/UMTS                            | GSM 900/1800/1900 e WCDMA 2100 MHz                                                       | BB5.0       | Monoblocco  | 2 MP                                |
| Nokia N71               | 320x240, 256.000 colori                         | 2006           | GSM/UMTS                            | GSM 900/1800/1900 and WCDMA 2100 MHz                                                     | BB5.0       | Conchiglia  | 2 MP                                |
| Nokia N72               | 176x208, 256.000 colori                         | 2006           | GSM                                 | EGSM 900/1800/1900 MHz                                                                   | BB5.0       | Monoblocco  | 2 MP                                |
| Nokia N73               | 320x240, 256.000 colori                         | 2006           | GSM/UMTS                            | WCDMA 2100, EGSM 850/900/1800/1900 MHz                                                   | BB5.0       | Monoblocco  | 3,2 MP (Carl Zeiss)                 |
| Nokia N73 Music Edition | 320x240, 256.000 colori                         | 2006           | GSM/UMTS                            | WCDMA 2100, EGSM 850/900/1800/1900 MHz                                                   | BB5.0       | Monoblocco  | 3,2 MP (Carl Zeiss)                 |
| Nokia N75               | 320x240, 16,7 milioni di colori                 | 2006           | GSM/UMTS                            | WCDMA 850/1900, GSM 850/900/1800/1900 MHz                                                | BB5.0       | Conchiglia  | 2 MP                                |
| Nokia N76               | 320x240, 16,7 milioni di colori                 | 2007           | GSM/UMTS                            | EGSM 850/900/1800/1900, WCDMA 2100 MHz                                                   | BB5.0       | Conchiglia  | 2 MP                                |
| Nokia N77               | 320x240, 16,7 milioni di colori                 | 2007           | GSM/UMTS                            | WCDMA2100/EGSM900/1800/1900 MHz                                                          | BB5.0       | Monoblocco  | 2 MP                                |
| Nokia N78               | 320x240, 16,7 milioni di colori                 | 2008           | GSM/UMTS/WCDMA/WLAN 802.11b/g       | WCDMA 900/2100 (HSDPA), GSM/GPRS/EGPRS 850/900/1800/1900 MHz                             | --          | Monoblocco  | 3,2 MP (Carl Zeiss)                 |
| Nokia N79               | 320x240, 16,7 milioni di colori                 | 2008           | GSM/UMTS/WCDMA/WLAN 802.11 b/g      | WCDMA 900/2100 (HSDPA), GSM/GPRS/EGPRS 850/900/1800/1900 MHz                             | --          | Monoblocco  | 5 MP (Carl Zeiss)                   |
| Nokia N80               | 352x416, 256.000 colori                         | 2006           | GSM/UMTS/WLAN 802.11 b/g            | EDGE/GSM 850/900/1800/1900 + WCDMA 2100 MHz                                              | BB5.0       | Slide       | 3 MP                                |
| Nokia N81               | 320x240, 16,7 milioni di colori                 | 2007           | GSM/UMTS/WLAN 802.11b/g             | EGSM 850/900/1800/1900 and WCDMA 2100 MHz or GSM 850/900/1800/1900 for some regions      | BB5.0       | Slide       | 2 MP                                |
| Nokia N81 8GB           | 320x240, 16,7 milioni di colori                 | 2007           | GSM/UMTS/WLAN 802.11b/g             | EGSM 850/900/1800/1900 and WCDMA 2100 MHz or GSM 850/900/1800/1900 for some regions      | BB5.0       | Slide       | 2 MP                                |
| Nokia N82               | 320x240, 16,7 milioni di colori                 | 2007           | GSM/UMTS/WLAN 802.11 b/g            | WCDMA 2100 (HSDPA), EGSM 900, GSM 850/1800/1900 MHz (EGPRS)                              | BB5.0       | Monoblocco  | 5 MP (Carl Zeiss), Flash allo Xeno  |
| Nokia N86 8MP           | 320x240, 16,7 milioni di colori                 | 2009           | GSM/UMTS/WCDMA/WLAN 802.11 b/g      | WCDMA 2100/1900/900 (HSDPA), EGSM 850/900/1800/1900, GSM 850/1800/1900 MHz (EGPRS)       | BB5.0       | 2-way Slide | 8 MP (Carl Zeiss), Doppio Flash LED |
| Nokia N90               | 352x416, 256.000 colori                         | 2005           | GSM/UMTS                            | GSM 900/1800/1900 and WCDMA 2100 MHz                                                     | BB5.0       | Conchiglia  | 2 MP                                |
| Nokia N91               | 176x208, 256.000 colori                         | 2005           | GSM/UMTS/WLAN 802.11 b/g            | GSM/GPRS/EDGE 900/1800/1900 MHz + WCDMA 2100 MHz                                         | BB5.0       | Monoblocco  | 2 MP                                |
| Nokia N92               | 320x240, 16,7 milioni di colori                 | 2007           | GSM/UMTS/WLAN 802.11 b/g            | GSM 900/1800/1900 e WCDMA 2100 MHz, DVB-H 470-702 MHz                                    | BB5.0       | Conchiglia  | 2 MP                                |
| Nokia N93               | 320x240, 256.000 colori                         | 2006           | GSM/UMTS/WLAN 802.11 b/g            | EDGE/GSM 900/1800/1900 + WCDMA 2100 MHz                                                  | BB5.0       | Conchiglia  | 3,2 MP                              |
| Nokia N93i              | 320x240, 16,7 milioni di colori                 | 2007           | GSM/UMTS/WLAN 802.11 b/g            | WCDMA 2100 + EGSM 900/1800/1900 MHz                                                      | BB5.0       | Conchiglia  | 3,2 MP                              |
| Nokia N95               | 320x240, 16,7 milioni di colori                 | 2007           | GSM/UMTS/WLAN 802.11 b/g            | WCDMA 2100(HSDPA), EGSM 900, GSM 850/1800/1900 MHz (EGPRS)                               | BB5.0       | 2-way Slide | 5 MP (Carl Zeiss)                   |
| Nokia N95 8GB           | 320x240, 16,7 milioni di colori                 | 2007           | GSM/UMTS/WLAN 802.11 b/g            | WCDMA 2100(HSDPA), EGSM 900, GSM 850/1800/1900 MHz (EGPRS)                               | BB5.0       | 2-way Slide | 5 MP (Carl Zeiss)                   |
| Nokia N96               | 320x240, 16,7 milioni di colori                 | 2008           | GSM/UMTS/WCDMA/WLAN 802.11 b/g      | WCDMA 2100/900 (HSDPA), UMTS, EGSM 900, GSM 850/1800/1900 MHz (EGPRS), DVB-H 470-750 MHz | BB5.0       | 2-way Slide | 5 MP (Carl Zeiss)                   |
| Nokia N97               | 640x360, 16 milioni di colori                   | 2009           | GSM/UMTS/WCDMA/WLAN 802.11 b/g      | WCDMA 900/1900/2100 (HSDPA), Quad band GSM 850/900/1800/1900 MHz                         | BB5.0       | Touchscreen | 5 MP (Carl Zeiss), Doppio Flash LED |
| Nokia N97 Mini          | 640x360 (nHD), 16,7 milioni di colori           | 2009           | GSM/UMTS/WCDMA/WLAN 802.11 b/g      | WCDMA 900/1900/2100 (HSDPA), Quad band GSM 850/900/1800/1900 MHz                         | BB5.0       | Touchscreen | 5 MP (Carl Zeiss), Doppio Flash LED |
| Nokia N8                | 16:9 nHD 640x360 AMOLED, 16,7 milioni di colori | 2010           | GSM/UMTS/WCDMA/WLAN 802.11 b/g/n    | WCDMA 850/900/1700/1900/2100 (HSDPA), GSM/EDGE 850/900/1800/1900 MHz                     | BB5.0       | Touchscreen | 12 MP (Carl Zeiss), Flash allo Xeno |
| Nokia N800              | 800x480 64K colori                              | 2006           | WLAN 802.11 b/g                     | WLAN or over Bluetooth to mobile phone                                                   | BB5.0       | Tablet      | 0,3 MP                              |
| Nokia N810              | 800x480 64K colori                              | 2007           | WLAN 802.11 b/g                     | WLAN or over Bluetooth to mobile phone                                                   | BB5.0       | Tablet      | 0,3 MP                              |
| Nokia N900              | 800x480 WVGA                                    | 2010           | GSM/UMTS/WCDMA/WLAN 802.11 b/g      | WCDMA 900/1700/2100, Quad-band EGSM 850/900/1800/1900 MHz                                | BB5.0       | Tablet      | 5 MP (Carl Zeiss), doppio flash LED |
| Nokia N9                | 854×480, 16,7 milioni di colori                 | 2011           | GSM/EDGE-QuadBand 850/900/1800/1900 | WCDMA-PentaBand 850/900/1700/1900/2100                                                   |             | Touchscreen | 8 MP (Carl Zeiss), doppio flash LED |
| Nokia N950              | 854×480, 16,7 milioni di colori                 | 2011           | GSM 850/900/1800/1900               | GPRS / EDGE UMTS 850/900 / 1700/2100 / 1900/2100                                         |             | Tablet      | 12 MP, doppio flash LED             |